# Roberto Zanetti (politicus)
Roberto Zanetti (Solothurn, 26 augustus 1952) is een Zwitsers en politicus voor de Sociaaldemocratische Partij van Zwitserland (SP/PS) uit het kanton Solothurn.

## Biografie
Tussen 1990 en 2000 was Roberto Zanetti burgemeester van Gerlafingen. Hij zetelde van 1993 tot 1999 in Kantonsraad van Solothurn, het parlement van zijn kanton.
Bij de federale parlementsverkiezingen van 1999 werd hij op federaal niveau verkozen in de Nationale Raad, waar hij zou zetelen tot in 2003. In dat jaar werd hij immers verkozen in de Regeringsraad van Solothurn, de regering van zijn kanton. Hierdoor keerde hij terug naar het kantonnaal niveau. Met zijn verkiezing in de Regeringsraad verwierf zijn partij, de Sociaaldemocratische Partij van Zwitserland, een tweede zetel in deze kantonnale regering.
Na een schandaal omtrent de financiering van zijn politieke campagnes werd hij in 2005 niet herverkozen in de Regeringsraad en trok hij zich enkele jaren terug uit de politiek. In maart 2009 maakte hij zijn herintrede in de politiek toen hij opnieuw in de Kantonsraad van Solothurn werd verkozen. In januari 2010 werd hij bij een tussentijdse verkiezing verkozen in de federale Kantonsraad als opvolger van de in 2009 aan kanker overleden Ernst Leuenberger, een partijgenoot van Zanetti. Bij de verkiezingen van 2011, van 2015 en van van 2019 werd hij herverkozen. In 2023 kwam hij niet meer op.